# JESTIVAL
JESTIVAL（ジェスティバル）は、前身バンド「YKC」解散後の2018年にスタートしたクララ（klara）のソロプロジェクトである。481RECORDS所属。バンド結成を見越して個人名義ではなく「JESTIVAL」と命名し活動中。ロックを基軸に、時折顔を覗かせるエレクトロニックサウンドが特徴。主な活動拠点は名古屋・東海地方だが、北は北海道、南は九州まで全国各地でライブを行っている。

## メンバー
- クララ（klara、7月31日、三重県出身、男性）
  - ボーカル、ギター、作詞、作曲、DTM、Vlog
  - 利き足：左

## 概要
前身バンド「YKC」解散を経て、2018年10月26日にソロプロジェクトJESTIVALとして再始動。2019年4月13日、2部制で構成されたJESTIVAL 1stワンマンライブ「PARADIGM SHIFT」「PARADIGM CHANGE」を開催。その当時から「どうでもいいモチーフを壮大な世界観に仕立て上げる、孤独でヲタク気質な男の茶番劇」と称し唯一無二の存在であり続けている。
全曲の作詞作曲から楽器演奏、レコーディングまで手掛け、独特の世界観から繰り出されるそのメロデイや歌詞、綿密に作り込まれたサウンドでヲタクの心情や自身の孤独を歌い上げる。
自らアイドル好きを公言しておりYKC時代には公私ともに交友のある鬼龍院翔のラジオゴールデンボンバー鬼龍院翔のオールナイトニッポンに複数回（#144、#169、#195、#220）出演、その都度コアなヲタク気質を存分に発揮してリスナーと鬼龍院の記憶にその存在を深く刻み付けた。その後から2023年にかけてさらに“好き”の対象を地下アイドル、コンカフェにまで範囲を広げ、創作活動の活力としている。インプットの為と称したコンカフェ通いが制作活動の為か、趣味かは不明。サッカー、鉄道好き。自らの音楽への入口として関連した動画をアップロードしている。

## 来歴
エレクトーンを習うなど、幼少期より音楽に触れる機会に恵まれる。父親の影響でビートルズに出会いギターにも興味を持つようになる。親の仕事の都合により海外へ転居したのをきっかけにDTMを始める。中高時代は同級生とバンドを組むことも何度かあったがなかなかうまくいかず続かなかった。その後早稲田大学に進学。大学時代に体調を崩して実家に戻って療養後、再びバンド活動を始める。　　　　　
2018年4月29日に2009年から活動していたバンドYKCの解散ライブを実施後ソロプロジェクト「JESTIVAL」で2018年10月26日より再始動。
当初、バンド活動でのリスタートを考えてはいたものの、中々理想のメンバーとは出会えず、思うようにいかない中で、1人でも始めようという決意の中で制作されたのが「FOCUS LIGHT」。年明けの1月にライブにて披露。解散後のライブでは過去曲をやるか当初迷いはあったが、こだわりを捨てて2019年1月6日「江夏フェス2019冬」にてクララ&邪ヰ子（YKC）として出演、大好きなクイーンのフレディ・マーキュリーのコスチュームで出演、決意を新たにする。
ふざけるを壮大に仕上げるスタイルで「FOCUS LIGHT」「FAREWELL」「ボーダーレスボーダーライン」と制作していき、それらを収録したアルバム「GARAPAGOS」を2020年7月22日に配信・リリース。バンドでの活動への思いからの楽曲「BAND MAGIC」を2021年2月13日に配信・リリース。11月3日には「デリヘル」配信と同時に曲の世界観を演出する為の作品、短編小説『プロジェクティブ・ラブ』をAmazon Kindleより発表。後にそれらを収録したEDMに寄ったアルバム「DMer」を2022年7月22日にリリース。配信と共にCDも制作したが流通はさせず、ライブ会場での物販限定で販売している。
2023年体調不良をきっかけに卒酒を決断、以前より進めていた断捨離も進み、シンプルな生活を実践中。サッカー好きであり、生活の中にサッカーが根付いている外国の文化をこよなく愛し、将来的には海外滞在も視野に入れていると、自身のツイキャスで述べている。
2024年4月27日ワンマンライブ「メガザル」をSOUNDNOTE NAGOYAにて開催、この日を区切りにライブ活動を一時休止する。
2024年7月15日よりライブ活動を再開。
2024年7月31日ボーカルクララの誕生日に3rdアルバム「３３」配信リリース。翌8月1日に生誕ライブをオンラインで開催。
JESTIVALとして活動して6年目の2024年10月25日、「JESTIVAL 6th Anniversary」としてワンマンライブを開催。会場は「自分が一番素顔になれる場所」としてYKCの頃から出演してきた四日市CLUB CHAOSを選択。日付が変わってJESTIVAL7年目に入った10月26日に「ブラインドコミュニケーション」を配信リリース。
2024年11月、かねてより計画していて延期になっていた「挑戦と吸収の海外生活」としてのヨーロッパ行きを実行。旅行というよりもその土地での生活を経験するという趣旨が強めの渡欧となる。
2024年12月帰国。
一時期宣言した卒酒は自ら失敗したと認めている。だが、アルコールとは程よい関係が築けていることは自身のブログで綴っている。
2025年3月2日、柳ケ瀬ants(岐阜)での2部形式の対バンにてNoRiTakaがサポートギターとして出演(2部のみ)。今後も2人体制の予定ありと発表。
2025年3月16日、既出の6曲をリレコーディングした ミニアルバム 「JESTIVAL / 481」配信リリース。2025年3月18日エレクトロニックトップアルバムランキングにて1位を獲得。
2025年4月５日、 四日市CLUB CHAOSにて開催されたコピバンイベント『COPYBANG!』に「JESTIVALを演奏してみた」としてバンド体制で出演。メンバーはボーカルKlara、サポートメンバーとしてギターNoRiTaka、ベースOSG、ドラムTAM。
バンドでの出演に至るまでにはメンバーの熱意ある説得があったという。当初、バンドでライブをすることは考えていなかったのだが、これからの活動について一人で続けていくことに限界を感じながら模索していた時でもあり、そんな折のバックバンドをやりたいという提案で、メンバーのやる気と熱量に押された感じのスタートであった。そして、ちょうどそのタイミングでのコピバンイベントの出演の機会で決意が固まったということである。（クララブログより）
尚、今後もこのメンバーでのバンドセットでのライブ出演もあると発表。
ボーカルクララの誕生日が7月31日ということで、誕生月である７月には毎年イベントを開催することにしており、2025年7月26日、Club Malcolm(東京・渋谷)にて、ソロ活動をしているアーティストを集めた生誕イベント、クララ生誕祭「ボッチEXPO」を開催。
3月以降はギタリストとの二人体制やバンドセットでの出演が主流となっていたので、ある意味貴重なソロ出演であった。

## 作品

### シングル
- 2018.10.26 FOCUS LIGHT
- 2020.02.02 ボーダーレスボーダーライン
- 2021.02.13 BAND MAGIC（配信限定）
- 2021.07.01 ガラパゴス(Unplugged)（配信限定）
- 2021.11.03 デリヘル（配信限定）
- 2022.10.26 481(2021Mix)（2023年12月24日再配信）
- 2023.05.25 チェキを遺影に (2024年7月17日再配信)
- 2024.5.15  crack 2024(60sec Edit)
- 2024.10.26 ブラインドコミュニケーション

### アルバム
- 2019.07.31 PARADIGM SHIFT
- 2019.07.31 PARADIGM CHANGE
- 2020.07.22 GALAPAGOS（配信限定）
- 2022.07.22 DMer
- 2024.7.31 33
- 2025.3.16 JESTIVAL / 481 (Mini Album)

### 楽曲提供
- 逢沢ありあ[10]「終末論的世界観～Last Judgement~」ー 作曲[11]
- 雅狂介[12]「MAY THE DAY」ー 作詞・作曲[13]
- Suneeds[14]「仮面の告白」ー 作曲[15]
- SPADES[16]「チギリノヒ」ー 作曲[17]
- BARうみおんな　「うみおんなのテーマ」ー 作詞・作曲

### タイアップ
| 使用年 | 曲名       | 曲名       | 曲名       | 曲名       | 曲名       | 曲名       | 曲名       | 曲名       | タイアップ           | タイアップ           | タイアップ           | タイアップ           | タイアップ           | タイアップ           | タイアップ           | タイアップ           | タイアップ           | タイアップ           | 初出                  | 初出                  | 初出                  | 初出                  | 初出                  | 初出                  |
| ------ | ---------- | ---------- | ---------- | ---------- | ---------- | ---------- | ---------- | ---------- | -------------------- | -------------------- | -------------------- | -------------------- | -------------------- | -------------------- | -------------------- | -------------------- | -------------------- | -------------------- | --------------------- | --------------------- | --------------------- | --------------------- | --------------------- | --------------------- |
| 2025年 | 無色の空   | 無色の空   | 無色の空   | 無色の空   | 無色の空   | 無色の空   | 無色の空   | 無色の空   | 國富株式会社CMソング | 國富株式会社CMソング | 國富株式会社CMソング | 國富株式会社CMソング | 國富株式会社CMソング | 國富株式会社CMソング | 國富株式会社CMソング | 國富株式会社CMソング | 國富株式会社CMソング | 國富株式会社CMソング | アルバム『33』        | アルバム『33』        | アルバム『33』        | アルバム『33』        | アルバム『33』        | アルバム『33』        |
| 2025年 | Never Ever | Never Ever | Never Ever | Never Ever | Never Ever | Never Ever | Never Ever | Never Ever | 國富株式会社CMソング | 國富株式会社CMソング | 國富株式会社CMソング | 國富株式会社CMソング | 國富株式会社CMソング | 國富株式会社CMソング | 國富株式会社CMソング | 國富株式会社CMソング | 國富株式会社CMソング | 國富株式会社CMソング | アルバム『GALAPAGOS』 | アルバム『GALAPAGOS』 | アルバム『GALAPAGOS』 | アルバム『GALAPAGOS』 | アルバム『GALAPAGOS』 | アルバム『GALAPAGOS』 |

## ライブ・コンサートツアー
| 公演タイトル | 公演月日・会場                         | 公演月日・会場                         | 備考                               |
| 2019年 | 2019年                                 | 2019年                                 | 2019年                             |
| --- | -------------------------------------- | -------------------------------------- | ---------------------------------- |
| クズ野郎たちの傷の舐め合い思い出作りツアー | 1月22日 福岡DRUM Be-1                  | 1月22日 福岡DRUM Be-1                  |                                    |
| クズ野郎たちの傷の舐め合い思い出作りツアー | 1月24日 広島SECONDO CRUTCH             |                                        |                                    |
| クズ野郎たちの傷の舐め合い思い出作りツアー | 2月4日 名古屋Electric LadyLand         |                                        |                                    |
| クズ野郎たちの傷の舐め合い思い出作りツアー | 2月5日 梅田CLUB QATTRO                 |                                        |                                    |
| FROZEN CAKE BAR pre. 「にゃご8無双 弐」Day.2 suported by FluoLightArch | 2月11日 RAD SEVEN(名古屋)              | 2月11日 RAD SEVEN(名古屋)              |                                    |
| 「PARADIGM SHIFT」suported by FluoLightArch | 4月13日 名古屋TOYS                     | 4月13日 名古屋TOYS                     |                                    |
| 「PARADIGM CHANGE」suported by FluoLightArch | 4月13日 名古屋TOYS                     | 4月13日 名古屋TOYS                     |                                    |
| KYARYPARK入場料1000円祭 | 4月14日 伏見ライオンシアター（名古屋） | 4月14日 伏見ライオンシアター（名古屋） |                                    |
| クズ野郎達の傷の舐め合い思い出しミサ | 5月11日 LIVE SQUARE 2nd LINE(大阪)     | 5月11日 LIVE SQUARE 2nd LINE(大阪)     |                                    |
| FREEDOM NAGOYA 2019 オーディション | 5月17日 新栄RAD SEVEN(名古屋)          | 5月17日 新栄RAD SEVEN(名古屋)          |                                    |
| CANDYSOUL presents「ジャンルぶち壊し会vol.2」 | 5月29日 伏見ライオンシアター（名古屋） | 5月29日 伏見ライオンシアター（名古屋） |                                    |
| 逆に、ゆうちゃんバンド「Going For Broke !!」ツアーファイナル | 7月13日 伏藤が丘MUSIC FARM（名古屋）   | 7月13日 伏藤が丘MUSIC FARM（名古屋）   |                                    |
| FluoLightArch 12th Anniversary | 7月15日 HOLIDAY NEXT NAGOYA（名古屋）  | 7月15日 HOLIDAY NEXT NAGOYA（名古屋）  |                                    |
| 【「箱の中身はなんだろなゲーム大会」】(※トークは入場フリー)&2ショット撮影会 | 7月27日 ライカエジソン東京店           | 7月27日 ライカエジソン東京店           |                                    |
| 飛車角落ちのクズ野郎達 ノビタ&クララ合同生誕祭 | 7月28日 あさがやドラム(東京)           | 7月28日 あさがやドラム(東京)           |                                    |
| JESTIVALギター講座「クララ本人が弾いてみた」 &2ショットチェキ撮影会 | 8月24日 ライカエジソン名古屋店         | 8月24日 ライカエジソン名古屋店         |                                    |
| Suneeds主催イベント 第1回 愉快な仲間たち | 8月25日 大須DtBLD(名古屋)              | 8月25日 大須DtBLD(名古屋)              |                                    |
| 西澤ひろ生誕祭 西澤ビッグショー | 8月25日 大須DtBLD(名古屋)              | 8月25日 大須DtBLD(名古屋)              |                                    |
| #YABAFES vol.2 | 9月7日 大須TOYS(名古屋)                | 9月7日 大須TOYS(名古屋)                |                                    |
| ‪バンド！DJ！アイドル！パフォーマー！2ステージ祭 | 9月17日 伏見ライオンシアター(名古屋)   | 9月17日 伏見ライオンシアター(名古屋)   |                                    |
| JESTIVAL 1st Anniversary Day 1 | 10月25日 八事SOUND NOTE（名古屋）      | 10月25日 八事SOUND NOTE（名古屋）      |                                    |
| JESTIVAL 1st Anniversary Day 2 suported by FluoLightArch | 10月26日 HOLIDAY NEXT NAGOYA（名古屋） | 10月26日 HOLIDAY NEXT NAGOYA（名古屋） |                                    |
| クレメロリリースイベント「ポッキーの次の日」 | 11月12日 車道LINK（名古屋）            | 11月12日 車道LINK（名古屋）            |                                    |
| SN Rock extra stage | 11月13日 八事SOUND NOTE(名古屋)        | 11月13日 八事SOUND NOTE(名古屋)        |                                    |
| FluoLightArch pre. FROZEN CAKE BAR くりざべす聖誕祭 〜STOIC FIGHTER Ⅲ お祝いマッスル〜 | 11月24日 今池3STAR（名古屋）           | 11月24日 今池3STAR（名古屋）           |                                    |
| クレメロ presents YELLOW and BLUE vol.2 | 12月2日 車道LINK（名古屋）             | 12月2日 車道LINK（名古屋）             |                                    |
| ZAKIST Thanksgiving | 12月15日 難波Mele(大阪)                | 12月15日 難波Mele(大阪)                |                                    |
| ザキスト感謝祭〜MiNO生誕SP〜 | 12月15日 難波Mele(大阪)                | 12月15日 難波Mele(大阪)                |                                    |
| エナツの祟り主催「祟りざかりの君たちへ〜DVDパラダイス〜」3 | 12月19日 渋谷REX（東京）               | 12月19日 渋谷REX（東京）               |                                    |
| CANDYSOUL2019ファイナル | 12月20日 伏見ライオンシアター(名古屋)  | 12月20日 伏見ライオンシアター(名古屋)  |                                    |
| 「江夏甲子園〜名古屋大会〜」協力：FluoLightArch | 12月24日 伏今池GROW（名古屋）          | 12月24日 伏今池GROW（名古屋）          |                                    |
| 2020年 |                                        |                                        |                                    |
| シミズオクト presents「江夏フェス 2020 冬」 | 1月9日 渋谷 TSUTAYA O-EAST             | 1月9日 渋谷 TSUTAYA O-EAST             |                                    |
| | 1月22日 渋谷 藤が丘MUSIC FARM(名古屋)  |                                        |                                    |
| クソイベ | 1月23日 札幌PENNY LANE 24              | 1月23日 札幌PENNY LANE 24              |                                    |
| クソイベ | 1月24日 札幌PENNY LANE 24              |                                        |                                    |
| JESTIVAL TOUR 2020「SUB MISSION」仙台「2年ぶりの再会」編 | 2月1日 仙台spaceZero                   | 2月1日 仙台spaceZero                   |                                    |
| JESTIVAL TOUR 2020「SUB MISSION」 東京「本当のクソイベ」編 | 2月2日 あさがやドラム（東京）          | 2月2日 あさがやドラム（東京）          |                                    |
| クラッチダービー 2020 | 2月5日 広島セカンドクラッチ            | 2月5日 広島セカンドクラッチ            |                                    |
| JESTIVAL TOUR 2020「SUB MISSION」大阪「できるだけアイドル呼んでみた」編 | 2月8日 日本橋COCHLEA(大阪)             | 2月8日 日本橋COCHLEA(大阪)             |                                    |
| JESTIVAL TOUR 2020 SUB MISSION FINAL「 ONE MAN LIVE」 | 2月15日 Fairy Tales（名古屋）          | 2月15日 Fairy Tales（名古屋）          |                                    |
| 「SUB MISSION FINAL」AFTER PARTY | 2月15日 Fairy Tales（名古屋）          | 2月15日 Fairy Tales（名古屋）          |                                    |
| 虹彩☆RaveLラスト主催 【ラスト☆RaveL-OSAKA-】 | 3月18日 心斎橋VARON(大阪)              | 3月18日 心斎橋VARON(大阪)              |                                    |
| 【延期】クソイベの余韻 | 4月4日 心堺東Goith（大阪）             | 4月4日 心堺東Goith（大阪）             | 新型コロナウイルス感染拡大の為延期 |
| 【延期】Vagu*Project Anniversary | 4月19日 目黒ライブステーション(東京)   | 4月19日 目黒ライブステーション(東京)   | 新型コロナウイルス感染拡大の為延期 |
| 【延期】π乙。鶴舞夢呂生誕主催「お誕生日会」 | 4月22日 HOLIDAY NEXT NAGOYA(名古屋)    | 4月22日 HOLIDAY NEXT NAGOYA(名古屋)    | 新型コロナウイルス感染拡大の為延期 |
| 【開催中止】in the dark. 2 | 5月17日 難波Mele(大阪)                 | 5月17日 難波Mele(大阪)                 |                                    |
| シキ × JESTIVAL streaming LIVE | 6月7日 配信ライブ                      | 6月7日 配信ライブ                      |                                    |
| 【開催延期】π乙。鶴舞夢呂生誕主催「お誕生日会」 | 6月15日 HOLIDAY NEXT NAGOYA(名古屋)    | 6月15日 HOLIDAY NEXT NAGOYA(名古屋)    | 新型コロナウイルス感染拡大の為延期 |
| YULiCCA Pre. 『おうちで ROCK MEETS SHOCK!!episode#6 ～YULiCCA Birthday Eventやお～』Day.2 | 6月28日 無観客ライブ配信               | 6月28日 無観客ライブ配信               |                                    |
| 【開催延期】Vagu*Project Anniversary | 7月19日 目黒ライブステーション(東京)   | 7月19日 目黒ライブステーション(東京)   |                                    |
| クララ生誕祭ワンマン 「THE LAST CRY」 | 7月31日 今池GROW(名古屋)               | 7月31日 今池GROW(名古屋)               |                                    |
| クララ生誕祭「THE FIRST CRY」1部 | 8月1日 今池GROW(名古屋)                | 8月1日 今池GROW(名古屋)                |                                    |
| クララ生誕祭「THE FIRST CRY」2部 | 8月1日 今池GROW(名古屋)                | 8月1日 今池GROW(名古屋)                |                                    |
| Going For Broke !! vol.4 | 10月24日 MUSIC FARM(名古屋)            | 10月24日 MUSIC FARM(名古屋)            |                                    |
| 【Re_roll 名古屋定期公演 〜HALLOWEEN SP〜】 | 10月28日 HOLIDAY NEXT NAGOYA(名古屋)   | 10月28日 HOLIDAY NEXT NAGOYA(名古屋)   |                                    |
| JESTIVAL 2nd Anniv. | 10月30日 今池GROW(名古屋)              | 10月30日 今池GROW(名古屋)              |                                    |
| ザキスト感謝祭〜MiNO生誕SP 名古屋〜 | 12月4日 HOLIDAY NEXT NAGOYA(名古屋)    | 12月4日 HOLIDAY NEXT NAGOYA(名古屋)    |                                    |
| ザキスト感謝祭in大阪〜この日はMiNOが主役SP〜二部 | 12月13日 心斎橋VARON(大阪)             | 12月13日 心斎橋VARON(大阪)             |                                    |
| クレメロ主催イベント「黄青歌合戦～今年もありがとうSP～」 | 12月17日 HOLIDAY NEXT NAGOYA(名古屋)   | 12月17日 HOLIDAY NEXT NAGOYA(名古屋)   |                                    |
| GO TO CHAOS | 12月20日 四日市CLUB CHAOS (三重)       | 12月20日 四日市CLUB CHAOS (三重)       |                                    |
| トーク企画「忘れるほど何もしてないけどやる忘年会」 | 12月28日 配信                          | 12月28日 配信                          |                                    |
| 配信ミサ「世紀の対決 ソロVSバンド 予選」 | 12月29日 配信                          | 12月29日 配信                          |                                    |
| 配信ミサ「世紀の対決 ソロVSバンド 決勝」 | 12月30日 配信                          | 12月30日 配信                          |                                    |
| 2021年 |                                        |                                        |                                    |
| 『Re_roll 』Special Event in 名古屋 〜くるみん&MIZukI生誕SP〜 二部 | 1月17日 今池GROW(名古屋)               | 1月17日 今池GROW(名古屋)               |                                    |
| 麗麗-reirei-8ヶ月連続丸八主催VOL.1「名古屋で1番ジャンル迷子」 | 2月24日 HOLIDAY NEXT NAGOYA(名古屋)    | 2月24日 HOLIDAY NEXT NAGOYA(名古屋)    |                                    |
| 「主役は矢島〜偽りの誕生日会〜うそつきの生まれた日」 | 4月2日 渋谷REX(東京)                   | 4月2日 渋谷REX(東京)                   |                                    |
| Vagu*Project Anniversary | 4月3日 目黒LIVE STATION(東京)          | 4月3日 目黒LIVE STATION(東京)          |                                    |
| エナツの祟り2周年〜令和も今年で2周年〜 | 5月1日 渋谷REX(東京)                   | 5月1日 渋谷REX(東京)                   |                                    |
| HOLIDAY NEXT PRESENTS「最近コロナのせいでチケ代高すぎじゃね！？まあ色々な制限もあってしかたがないことなんだけどさ！でも、こんなん続いたらバンギャルちゃんお財布事情つらいよな！だからさ！今日はホリネクが大盤振る舞いしてやんよ！チケ代+撮影券が付いて￥1,000じゃー！どや！」 | 5月5日 HOLIDAY NEXT NAGOYA(名古屋)     | 5月5日 HOLIDAY NEXT NAGOYA(名古屋)     |                                    |
| 【開催延期】クソイベの余韻（振替公演） | 5月15日 堺東Goith（大阪）              | 5月15日 堺東Goith（大阪）              | 2020年4月4日の振替公演、延期       |
| クレメロ主催〜新音源発表会の巻〜 | 5月28日 HOLIDAY NEXT NAGOYA(名古屋)    | 5月28日 HOLIDAY NEXT NAGOYA(名古屋)    |                                    |
| 麗麗×NETH PRIERE CAIN NAGOYAお届けカップリングツアー2021「金色のジーザス-GOLDEN JESUS-」-三重編- | 6月20日 四日市CLUB CHAOS(三重)         | 6月20日 四日市CLUB CHAOS(三重)         |                                    |
| nasake×MiNO×JESTIVAL共同主催 『〜nasake始動&MiNO新曲お披露目&JESTIVALも新(文字数)SP〜』 | 6月29日 今池GROW(名古屋)               | 6月29日 今池GROW(名古屋)               |                                    |
| 40 Stuff !! -Ryu Kuriya 40th Birthday- | 7月4日 今池3STAR(名古屋)               | 7月4日 今池3STAR(名古屋)               |                                    |
| クララ生誕祭イブ | 7月30日 今池GROW(名古屋)               | 7月30日 今池GROW(名古屋)               |                                    |
| クララ生誕祭 | 7月31日 今池GROW(名古屋)               | 7月31日 今池GROW(名古屋)               |                                    |
| ザキスト感謝祭〜MiNO5周年SP名古屋編〜 | 8月14日 HOLIDAY NEXT NAGOYA(名古屋)    | 8月14日 HOLIDAY NEXT NAGOYA(名古屋)    |                                    |
| JESTIVAL 3rd Anniversary | 10月16日 フェアリーテイルズ(名古屋)    | 10月16日 フェアリーテイルズ(名古屋)    |                                    |
| クソイベの余韻 | 10月17日 堺東Goith(大阪)               | 10月17日 堺東Goith(大阪)               |                                    |
| Vijuttoke pre.「レポっとけ！｣ | 11月21日 MUSIC FARM(名古屋)            | 11月21日 MUSIC FARM(名古屋)            |                                    |
| 2022年 |                                        |                                        |                                    |
| FluoLightArch pre. 「 ネオジャパニズム 」 | 1月16日 ell.SIZE(名古屋)               | 1月16日 ell.SIZE(名古屋)               |                                    |
| ワックワク！ゲテモノ大満腹ツアー | 1月29日 神奈川 CLUB CITTA’             | 1月29日 神奈川 CLUB CITTA’             |                                    |
| ワックワク！ゲテモノ大満腹ツアー | 2月27日 愛知 ダイアモンドホール        |                                        |                                    |
| ワックワク！ゲテモノ大満腹ツアー | 3月2日 大阪 BIGCAT                     |                                        |                                    |
| ワックワク！ゲテモノ大満腹ツアーの残飯 | 3月3日 心斎橋DROP(大阪)                | 3月3日 心斎橋DROP(大阪)                |                                    |
| 神聖フレラモ47都道府県全国ツアーin三重 | 3月12日 四日市CLUB CHAOS(三重)         | 3月12日 四日市CLUB CHAOS(三重)         |                                    |
| ワックワク！ゲテモノ大満腹ツアー | 3月18日 福岡 DRUM LOGOS                | 3月18日 福岡 DRUM LOGOS                |                                    |
| ネオジャパニズム | 4月2日 今池CLUB 3STAR(名古屋)          | 4月2日 今池CLUB 3STAR(名古屋)          |                                    |
| 三角会戯 Vol.05 | 4月23日 HOLIDAY NEXT NAGOYA(名古屋)    | 4月23日 HOLIDAY NEXT NAGOYA(名古屋)    |                                    |
| FREEDOM NAGOYA 2022 -EXPO- 出演オーディション | 5月27日 栄R.A.D(名古屋)                | 5月27日 栄R.A.D(名古屋)                |                                    |
| FluoLightArch pre. 「ネオジャパニズム」 | 6月25日 今池CLUB 3STAR(名古屋)         | 6月25日 今池CLUB 3STAR(名古屋)         |                                    |
| 【静かの海】プレオープンイベント「overflow」 | 6月26日 静かの海(名古屋)               | 6月26日 静かの海(名古屋)               |                                    |
| FluoLightArch pre. 「ネオジャパニズム」 | 6月26日 HOLIDAY NEXT NAGOYA(名古屋)    | 6月26日 HOLIDAY NEXT NAGOYA(名古屋)    |                                    |
| ノビタ・バースデーツーマンライブ 「ノビたん2022」第1部 | 7月17日 あさがやドラム(東京)           | 7月17日 あさがやドラム(東京)           |                                    |
| ノビタ・バースデーツーマンライブ 「ノビたん2022」第2部 | 7月17日 あさがやドラム(東京)           | 7月17日 あさがやドラム(東京)           |                                    |
| FluoLightArch 15th Annv. 「ネオジャパニズム」 | 7月24日 RAD HALL(名古屋)               | 7月24日 RAD HALL(名古屋)               |                                    |
| クララ生誕祭(ワンマン) | 7月30日 今池CLUB 3STAR(名古屋)         | 7月30日 今池CLUB 3STAR(名古屋)         |                                    |
| クララ生誕祭(対バン) | 7月30日 今池CLUB 3STAR(名古屋)         | 7月30日 今池CLUB 3STAR(名古屋)         |                                    |
| びじゅあるDJ集会 2022 | 9月4日 栄Sound Bar JAP(名古屋)         | 9月4日 栄Sound Bar JAP(名古屋)         |                                    |
| FrozeN CakE BaR ×ハリケーンミキサー マヒアロスダブルリリースツアー | 9月13日 西九条BRAND-NEW(大阪)          | 9月13日 西九条BRAND-NEW(大阪)          |                                    |
| GO TO CHAOS | 9月18日 四日市CLUB CHAOS(三重)         | 9月18日 四日市CLUB CHAOS(三重)         |                                    |
| JESTIVAL 4th Anniv.ワンマン | 10月29日 静かの海(名古屋)              | 10月29日 静かの海(名古屋)              |                                    |
| JESTIVAL 4th Anniv.対バン | 10月29日 静かの海(名古屋)              | 10月29日 静かの海(名古屋)              |                                    |
| CLAPPER 16th ANNIVERSARY PARTY !! -グレゴリオナイト- | 10月30日 心斎橋CLAPPER(大阪)           | 10月30日 心斎橋CLAPPER(大阪)           |                                    |
| FluoLightArch pre. 「 ネオジャパニズム 」 | 11月20日 柴田@-hill(名古屋)            | 11月20日 柴田@-hill(名古屋)            |                                    |
| 押忍フェス〜西日本アイドル地図〜 | 12月2日 静かの海(名古屋)               | 12月2日 静かの海(名古屋)               |                                    |
| クレメロ年末大感謝祭！Day2「クレメロパーティーDX」 | 12月8日 HOLIDAY NEXT NAGOYA(名古屋)    | 12月8日 HOLIDAY NEXT NAGOYA(名古屋)    |                                    |
| クリスマスオンラインイベント「くたばれストレス」 | 12月23日 オンラインイベント            | 12月23日 オンラインイベント            |                                    |
| 「BAR redruM」カウントダウンスペシャル | 12月31日 静かの海(名古屋)              | 12月31日 静かの海(名古屋)              |                                    |
| 2023年 |                                        |                                        |                                    |
| ゲテモノクズ野郎達の※※の舐め合いハッスルウホウヘツアー | 1月14日 福岡 DRUM LOGOS                | 1月14日 福岡 DRUM LOGOS                |                                    |
| 歌舞伎町NIGHT出張営業ツアー ～中洲NIGHT～ | 1月15日 福岡 DRUM LOGOS                | 1月15日 福岡 DRUM LOGOS                |                                    |
| 静かの海Presents【舞初め2023】 | 1月22日 静かの海(名古屋)               | 1月22日 静かの海(名古屋)               |                                    |
| 押忍フェス〜西日本アイドル地図〜」 | 1月22日 静かの海(名古屋)               | 1月22日 静かの海(名古屋)               |                                    |
| ゲテモノクズ野郎達の※※の舐め合いハッスルウホウヘツアー | 1月26日 東京 豊洲PIT                   | 1月26日 東京 豊洲PIT                   |                                    |
| ドールインサートデスマスク解散ライブ-Doll ill Dead- | 2月4日 堺東Goith(大阪)                 | 2月4日 堺東Goith(大阪)                 |                                    |
| MY OWN STORY | 2月4日 西九条BRAND NEW(大阪)           | 2月4日 西九条BRAND NEW(大阪)           |                                    |
| 歌舞伎町NIGHT出張営業ツアー ～錦NIGHT～ | 2月13日 愛知 ダイアモンドホール        | 2月13日 愛知 ダイアモンドホール        |                                    |
| ゲテモノクズ野郎達の※※の舐め合いハッスルウホウヘツアー | 2月14日 愛知 ダイアモンドホール        | 2月14日 愛知 ダイアモンドホール        |                                    |
| ゲテモノクズ野郎達の※※の舐め合いハッスルウホウヘツアー | 2月18日 広島 BLUE LIVE HIROSHIMA       |                                        |                                    |
| ゲテモノクズ野郎達の※※の舐め合いハッスルウホウヘツアー | 2月25日 新潟LOTS                       |                                        |                                    |
| 歌舞伎町NIGHT出張営業ツアー ～ミナミNIGHT～ | 3月1日 大阪 なんば Hatch               | 3月1日 大阪 なんば Hatch               |                                    |
| FluoLightArch Pre. 「 ネオジャパニズム 」 | 3月11日 今池CLUB 3STAR(名古屋)         | 3月11日 今池CLUB 3STAR(名古屋)         |                                    |
| ジャイコナイトナゴヤ ぽんず生誕祭！ | 3月12日 MUSIC FARM(名古屋)             | 3月12日 MUSIC FARM(名古屋)             |                                    |
| CLUB CHAOS pre.「NEXT REBEL」 | 4月15日 四日市CLUB CHAOS(三重)         | 4月15日 四日市CLUB CHAOS(三重)         |                                    |
| 今泉スクランブル！Episode.25 | 4月21日 BAD KNee LAB.(福岡)            | 4月21日 BAD KNee LAB.(福岡)            |                                    |
| Possession of GALAPAGOS | 4月22日 BAD KNee LAB.(福岡)            | 4月22日 BAD KNee LAB.(福岡)            |                                    |
| Possession of DMer | 4月22日 BAD KNee LAB.(福岡)            | 4月22日 BAD KNee LAB.(福岡)            |                                    |
| 静かの海Presents MIGHTY GIRLS #01 1部 | 5月14日 静かの海(名古屋)               | 5月14日 静かの海(名古屋)               |                                    |
| 静かの海Presents MIGHTY GIRLS #01 2部 | 5月14日 静かの海(名古屋)               | 5月14日 静かの海(名古屋)               |                                    |
| DJ TAKATANI生誕祭 in 名古屋 production by 押忍フェス | 5月20日 静かの海(名古屋)               | 5月20日 静かの海(名古屋)               |                                    |
| 麗麗-reirei-主催イベント「帰ってきた丸八主催～名古屋エンタメの日～」 | 5月24日 HOLIDAY NEXT NAGOYA(名古屋)    | 5月24日 HOLIDAY NEXT NAGOYA(名古屋)    |                                    |
| Possession of GALAPAGOS | 6月3日 あさがやドラム(東京)            | 6月3日 あさがやドラム(東京)            |                                    |
| Possession of DMer | 6月3日 あさがやドラム(東京)            | 6月3日 あさがやドラム(東京)            |                                    |
| Disconnect Cendrillon presents ザキスト感謝祭 〜Gt.Matty生誕SP〜 | 6月11日 西九条BRAND NEW(大阪)          | 6月11日 西九条BRAND NEW(大阪)          |                                    |
| 【出演キャンセル】Beauty Black Box | 6月25日 西九条BRAND NEW(大阪)          | 6月25日 西九条BRAND NEW(大阪)          |                                    |
| 【出演キャンセル】文月カタルシス | 7月7日 西九条BRAND NEW(大阪)           | 7月7日 西九条BRAND NEW(大阪)           |                                    |
| 【開催延期】クララ生誕祭 of GALAPAGOS | 7月8日 西九条BRAND NEW(大阪)           | 7月8日 西九条BRAND NEW(大阪)           |                                    |
| 【開催延期】クララ生誕祭 of DMer | 7月8日 西九条BRAND NEW(大阪)           | 7月8日 西九条BRAND NEW(大阪)           |                                    |
| IMAIZUMI DEEP NIGHT Vol.5 | 7月21日 BAD KNee LAB.(福岡)            | 7月21日 BAD KNee LAB.(福岡)            |                                    |
| クララ生誕祭 Extra | 7月22日 BAD KNee LAB.(福岡)            | 7月22日 BAD KNee LAB.(福岡)            |                                    |
| 今泉スクランブル！Vol.35 | 7月22日 BAD KNee LAB.(福岡)            | 7月22日 BAD KNee LAB.(福岡)            |                                    |
| Be Fly Fes 2023 -GYB 5th ANNIVERSARY- | 9月3日 今池CLUB 3STAR(名古屋)          | 9月3日 今池CLUB 3STAR(名古屋)          |                                    |
| びじゅあるDJ集会2023 | 9月17日 今MUSIC FARM(名古屋)           | 9月17日 今MUSIC FARM(名古屋)           |                                    |
| FluoLightArch Pre. 「 ネオジャパニズム 」 | 9月17日 八事SOUNDNOTE(名古屋)          | 9月17日 八事SOUNDNOTE(名古屋)          |                                    |
| FluoLightArch Pre. 「 ネオジャパニズム 」 | 9月18日 八事Fairy-tales(名古屋)        | 9月18日 八事Fairy-tales(名古屋)        |                                    |
| culture spot BAD KNee LAB.2周年祭「CULTURE」 | 10月7日 BAD KNee LAB.(福岡)            | 10月7日 BAD KNee LAB.(福岡)            |                                    |
| culture spot BAD KNee LAB.2周年祭「CULTURE」 | 10月8日 BAD KNee LAB.(福岡)            | 10月8日 BAD KNee LAB.(福岡)            |                                    |
| JESTIVAL ONEMAN LIVE | 10月22日 心斎橋CLAPPER(大阪)           | 10月22日 心斎橋CLAPPER(大阪)           |                                    |
| JESTIVAL × CLAPPER presents 「Cultural Exchange」 | 10月22日 心斎橋CLAPPER(大阪)           | 10月22日 心斎橋CLAPPER(大阪)           |                                    |
| Hocus Pocus | 11月3日 札幌VyPass.(北海道)            | 11月3日 札幌VyPass.(北海道)            |                                    |
| Possession of GALAPAGOS | 11月4日 札幌VyPass.(北海道)            | 11月4日 札幌VyPass.(北海道)            |                                    |
| Possession of DMer | 11月4日 札幌VyPass.(北海道)            | 11月4日 札幌VyPass.(北海道)            |                                    |
| DJ Yarm HAPPY 50 PARTY!! ～HELL DUMP 3rdヘルバム「MEGAZONE」レコ発～ | 11月26日 四日市CLUB CHAOS(三重)        | 11月26日 四日市CLUB CHAOS(三重)        |                                    |
| クララ生誕祭 of GALAPAGOS | 12月2日 西九条BRAND NEW(大阪)          | 12月2日 西九条BRAND NEW(大阪)          |                                    |
| クララ生誕祭 of DMer | 12月2日 西九条BRAND NEW(大阪)          | 12月2日 西九条BRAND NEW(大阪)          |                                    |
| BARTAKE presents 【GOODTIMES VISION】 | 12月15日 仙台BARTAKE(宮城)             | 12月15日 仙台BARTAKE(宮城)             |                                    |
| Possession of GALAPAGOS | 12月16日 仙台BARTAKE(宮城)             | 12月16日 仙台BARTAKE(宮城)             |                                    |
| Possession of DMer | 12月16日 仙台BARTAKE(宮城)             | 12月16日 仙台BARTAKE(宮城)             |                                    |
| 名古屋MUSIC FARM & different:account pre.「ネンマツリ」 | 12月30日 NAGOYA MUSIC FARM(名古屋)     | 12月30日 NAGOYA MUSIC FARM(名古屋)     |                                    |
| 2024年 |                                        |                                        |                                    |
| FluoLightArch pre. 「 ネオジャパニズム 」 | 1月21日 鶴舞DAYTRIP(名古屋)            | 1月21日 鶴舞DAYTRIP(名古屋)            |                                    |
| FluoLightArch pre. 「 ネオジャパニズム 」 | 2月10日 八事SOUNDNOTE(名古屋)          | 2月10日 八事SOUNDNOTE(名古屋)          |                                    |
| ゲテモノ麺地下ゲゲゲの下水道ドブさらいツアー | 2月16日 札幌Sound lab mole(北海道)     | 2月16日 札幌Sound lab mole(北海道)     |                                    |
| 麺地下になれなかった人のために | 2月17日 札幌Vypass.(北海道)            | 2月17日 札幌Vypass.(北海道)            |                                    |
| Hocus Pocus vol.2 | 2月17日 札幌Vypass.(北海道)            | 2月17日 札幌Vypass.(北海道)            |                                    |
| ゲテモノ麺地下ゲゲゲの下水道ドブさらいツアー | 2月27日 NAGOYA ReNY limited(名古屋)    | 2月27日 NAGOYA ReNY limited(名古屋)    |                                    |
| 【出演キャンセル】FluoLightArch pre. 「 ネオジャパニズム 」 | 3月20日 HOLIDAY NEXT NAGOYA(名古屋)    | 3月20日 HOLIDAY NEXT NAGOYA(名古屋)    |                                    |
| 麺地下になれなかった人のために | 3月30日 BAD KNee LAB.(福岡)            | 3月30日 BAD KNee LAB.(福岡)            |                                    |
| えれくとりっくぱれーど | 4月1日 ell.SIZE(名古屋)                | 4月1日 ell.SIZE(名古屋)                |                                    |
| WITH U FES.001 | 4月7日 BARI-HARI(滋賀)                 | 4月7日 BARI-HARI(滋賀)                 |                                    |
| サムライブ! Vol.12 Wクラさんにあけおめを!! | 4月10日 静かの海(名古屋)               | 4月10日 静かの海(名古屋)               |                                    |
| | 4月13日 SOUNDNOTE NAGOYA(名古屋)       |                                        |                                    |
| | 4月13日 Fairy Tales(名古屋)            |                                        |                                    |
| 【開催中止】パルプンテ | 4月27日 SOUNDNOTE NAGOYA(名古屋)       | 4月27日 SOUNDNOTE NAGOYA(名古屋)       |                                    |
| メガザル | 4月27日 SOUNDNOTE NAGOYA(名古屋)       | 4月27日 SOUNDNOTE NAGOYA(名古屋)       |                                    |
| FluoLightArch 17th ANNIVERSARY -LAST ALLIANCE- | 7月15日 HOLIDAY NEXT NAGOYA(名古屋)    | 7月15日 HOLIDAY NEXT NAGOYA(名古屋)    |                                    |
| クララ生誕祭 | 8月1日 オンライン                      | 8月1日 オンライン                      |                                    |
| Buzzer01&.定期公演 | 8月10日 西九条BRAND NEW(大阪)          | 8月10日 西九条BRAND NEW(大阪)          |                                    |
| Buzzer01&.定期公演 | 8月19日 HOLIDAY NEXT NAGOYA(名古屋)    | 8月19日 HOLIDAY NEXT NAGOYA(名古屋)    |                                    |
| CROSS LINKING vol.4 | 9月7日 札幌VyPass.(北海道)             | 9月7日 札幌VyPass.(北海道)             |                                    |
| ミスカラット10周年LIVE | 9月8日 札幌KLUB COUNTER ACTION(北海道) | 9月8日 札幌KLUB COUNTER ACTION(北海道) |                                    |
| Buzzer01&.定期公演 | 9月19日 HOLIDAY NEXT NAGOYA(名古屋)    | 9月19日 HOLIDAY NEXT NAGOYA(名古屋)    |                                    |
| 『Festtoke!!2024』後夜祭 | 9月24日 MUSIC FARM(名古屋)             | 9月24日 MUSIC FARM(名古屋)             |                                    |
| Buzzer01&.定期公演 | 10月17日 西九条BRAND NEW(大阪)         | 10月17日 西九条BRAND NEW(大阪)         |                                    |
| Buzzer01&.定期公演 | 10月18日 HOLIDAY NEXT NAGOYA(名古屋)   | 10月18日 HOLIDAY NEXT NAGOYA(名古屋)   |                                    |
| JESTIVAL 6th Anniversary | 10月25日 四日市CLUB CHAOS(三重)        | 10月25日 四日市CLUB CHAOS(三重)        |                                    |
| 押忍フェス 3周年記念地方都市ツアー〜FINAL SERIES 名古屋編〜(1部) | 12月28日 静かの海(名古屋)              | 12月28日 静かの海(名古屋)              |                                    |
| 押忍フェス 3周年記念地方都市ツアー〜FINAL SERIES 名古屋編〜(2部) | 12月28日 静かの海(名古屋)              | 12月28日 静かの海(名古屋)              |                                    |
| パルプンテ | 12月29日 静かの海(名古屋)              | 12月29日 静かの海(名古屋)              |                                    |
| 2025年 |                                        |                                        |                                    |
| 名古屋MUSIC FARM pre.「世にも奇妙な物語」 | 1月9日 MUSIC FARM(名古屋)              | 1月9日 MUSIC FARM(名古屋)              |                                    |
| Buzzer01&.定期公演 | 1月27日 HOLIDAY NEXT NAGOYA(名古屋)    | 1月27日 HOLIDAY NEXT NAGOYA(名古屋)    |                                    |
| サムライブ!Vol.20 和やかな名古屋かな？1部 | 1月31日 今池GROW(名古屋)               | 1月31日 今池GROW(名古屋)               |                                    |
| サムライブ!Vol.20 和やかな名古屋かな？2部 | 1月31日 今池GROW(名古屋)               | 1月31日 今池GROW(名古屋)               |                                    |
| ずっとオレだけをみてろ♡ PRESENTS 「HAPPY VALENTINE'S DAY!」 supported by FluoLightArch | 2月14日 静かの海(名古屋)               | 2月14日 静かの海(名古屋)               |                                    |
| 押忍フェス in 岐阜~おわたいで初開催~(1部) | 3月2日 柳ヶ瀬ants(岐阜)                | 3月2日 柳ヶ瀬ants(岐阜)                |                                    |
| 押忍フェス in 岐阜~おわたいで初開催~(2部) | 3月2日 柳ヶ瀬ants(岐阜)                | 3月2日 柳ヶ瀬ants(岐阜)                |                                    |
| JESTIVAL ワンマンライブ | 3月15日 あさがやドラム(東京)           | 3月15日 あさがやドラム(東京)           |                                    |
| ひとりでできるもん！ | 3月16日 BARTAKE(仙台)                  | 3月16日 BARTAKE(仙台)                  |                                    |
| MEME -7DAYS-「死月死練生」 | 4月11日 MUSIC FARM(名古屋)             | 4月11日 MUSIC FARM(名古屋)             |                                    |
| 名古屋MUSIC FARM pre.桜音祭 | 4月29日 藤が丘駅前リニモス広場(名古屋) | 4月29日 藤が丘駅前リニモス広場(名古屋) |                                    |
| MEME -7DAYS-「死月死練生」 | 4月29日 MUSIC FARM(名古屋)             | 4月29日 MUSIC FARM(名古屋)             |                                    |
| 押忍フェス in 静かの海〜愛した女の名前はみどり〜 | 5月6日 静かの海(名古屋)                | 5月6日 静かの海(名古屋)                |                                    |
| 押忍フェス〜V系DJナイト〜 | 5月6日 静かの海(名古屋)                | 5月6日 静かの海(名古屋)                |                                    |
| 暴動の宴vol.2(1部) | 5月11日 ell.FITS ALL(名古屋)           | 5月11日 ell.FITS ALL(名古屋)           |                                    |
| MIXドランカー(2部) | 5月11日 VERSUS東海ホール(名古屋)       | 5月11日 VERSUS東海ホール(名古屋)       |                                    |
| TYCOON LAB.presents 名古屋定期公演 | 5月19日 HOLIDAY NEXT NAGOYA(名古屋)    | 5月19日 HOLIDAY NEXT NAGOYA(名古屋)    |                                    |
| OMNI666定期公演- SABBATH - | 5月26日 VERSUS東海ホール(名古屋)       | 5月26日 VERSUS東海ホール(名古屋)       |                                    |
| 【滋賀】Dacco20周年記念ツアー「そうだ47都道府県、行こう」 | 5月31日 BARI-HARI(滋賀)                | 5月31日 BARI-HARI(滋賀)                |                                    |
| 【三重】Dacco20周年記念ツアー「そうだ47都道府県、行こう」 | 6月1日 四日市CLUB CHAOS(三重)          | 6月1日 四日市CLUB CHAOS(三重)          |                                    |
| 【奈良】Dacco20周年記念ツアー「そうだ47都道府県、行こう」 | 6月3日 ネバーランド(奈良)              | 6月3日 ネバーランド(奈良)              |                                    |
| ブ!Vol.26 なんちゃって東名阪 名古屋編 〜野菜スティックでアコースティック〜 | 6月4日 静かの海(名古屋)                | 6月4日 静かの海(名古屋)                |                                    |
| ブ!Vol.26 なんちゃって東名阪 名古屋編 〜野菜スティックでアコースティック〜 | 6月4日 静かの海(名古屋)                | 6月4日 静かの海(名古屋)                |                                    |
| サムライブ!Vol.27 なんちゃって東名阪 名古屋編 〜最後に味仙行ったのいつだろ、、〜1部 | 6月5日 今池GROW(名古屋)                | 6月5日 今池GROW(名古屋)                |                                    |
| サムライブ!Vol.27 なんちゃって東名阪 名古屋編 〜最後に味仙行ったのいつだろ、、〜2部 | 6月5日 今池GROW(名古屋)                | 6月5日 今池GROW(名古屋)                |                                    |
| サムライブ!Vol.28 なんちゃって東名阪 大阪編 大阪って橋が多いよね | 6月9日 心斎橋PANHEAD GROOVE(大阪)      | 6月9日 心斎橋PANHEAD GROOVE(大阪)      |                                    |
| サムライブ!Vol.28 なんちゃって東名阪 大阪編 大阪って橋が多いよね | 6月9日 心斎橋PANHEAD GROOVE(大阪)      | 6月9日 心斎橋PANHEAD GROOVE(大阪)      |                                    |
| OMNI666定期公演 - SABBATH - | 6月30日 VERSUS東海ホール(名古屋)       | 6月30日 VERSUS東海ホール(名古屋)       |                                    |
| ジャンヌナイト2025 | 7月12日 MUSIC FARM(名古屋)             | 7月12日 MUSIC FARM(名古屋)             |                                    |
| TYCOON LAB. presents. 名古屋定期公演 | 7月17日 HOLIDAY NEXT NAGOYA(名古屋)    | 7月17日 HOLIDAY NEXT NAGOYA(名古屋)    |                                    |
| TYCOON LAB. presents. 大阪定期公演 | 7月18日 西九条BRAND NEW(大阪)          | 7月18日 西九条BRAND NEW(大阪)          |                                    |
| クララ生誕祭「ボッチEXPO」 | 7月26日 Club Malcolm(東京)             | 7月26日 Club Malcolm(東京)             |                                    |
| JESTIVAL(Band Set) Streaming Live Day 1 | 8月7日 オンラインライブ                | 8月7日 オンラインライブ                |                                    |